# Stora Gransjön, Dalarna
Stora Gransjön är en sjö i Hedemora kommun i Dalarna och ingår i Dalälvens huvudavrinningsområde. Sjön har en area på 0,264 kvadratkilometer och ligger 193,4 meter över havet. Sjön avvattnas av vattendraget Gransjöbäcken.

## Delavrinningsområde

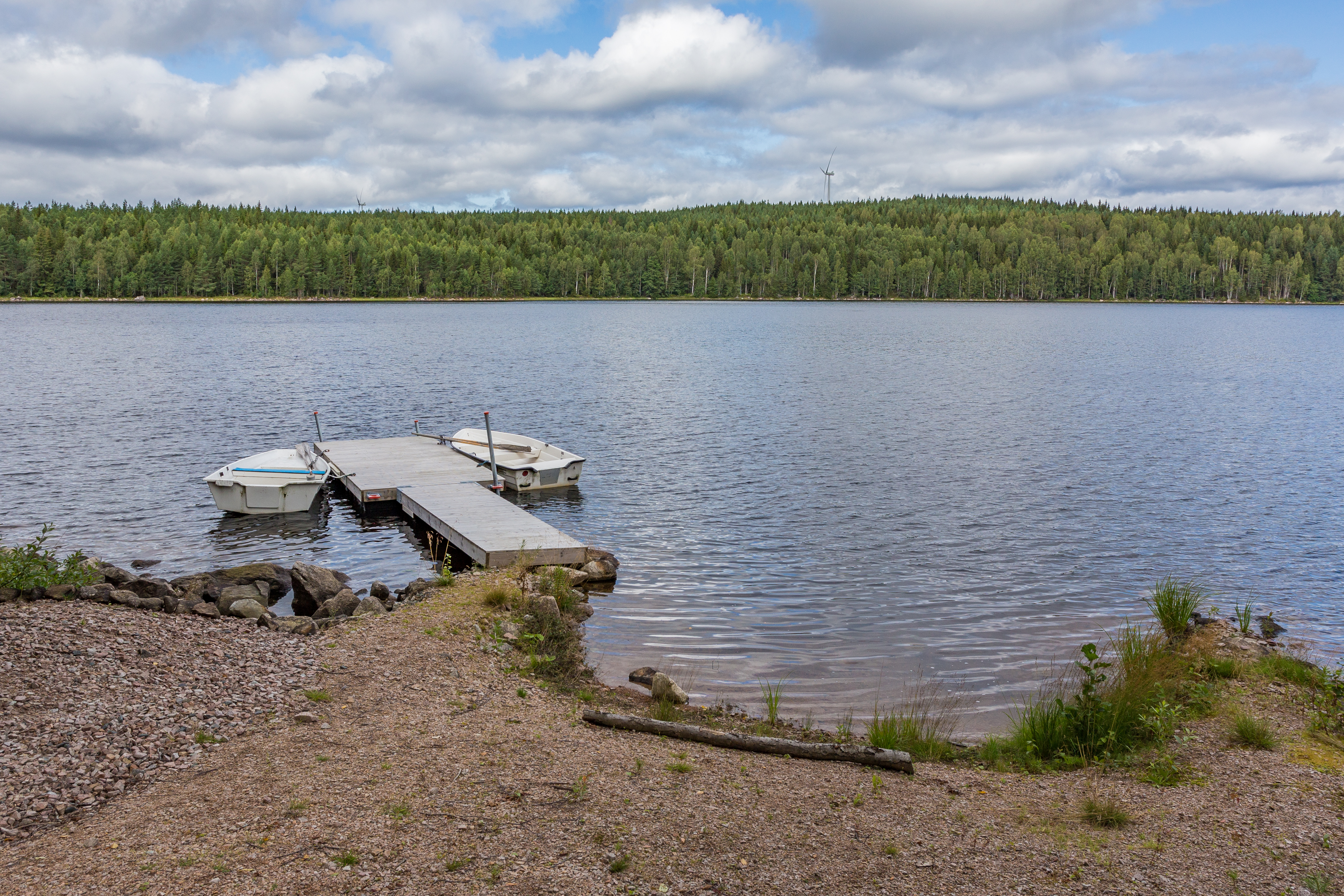
Stora Gransjön

Stora Gransjön ingår i det delavrinningsområde (669116-152407) som SMHI kallar för Mynnar i Finnhytte-Dammsjön. Medelhöjden är 206 meter över havet och ytan är 5,05 kvadratkilometer. Det finns inga avrinningsområden uppströms utan avrinningsområdet är högsta punkten. Gransjöbäcken som avvattnar avrinningsområdet har biflödesordning 3, vilket innebär att vattnet flödar genom totalt 3 vattendrag innan det når havet efter 136 kilometer. Avrinningsområdet består mestadels av skog (85 procent). Avrinningsområdet har 0,26 kvadratkilometer vattenytor vilket ger det en sjöprocent på 5,2 procent.